# Stechpalmen-Kreuzdorn
Der Stechpalmen-Kreuzdorn (Rhamnus alaternus), auch Immergrüner Kreuzdorn genannt, ist eine Pflanzenart aus der Gattung Kreuzdorn (Rhamnus) innerhalb der Familie der Kreuzdorngewächse (Rhamnaceae).

## Beschreibung

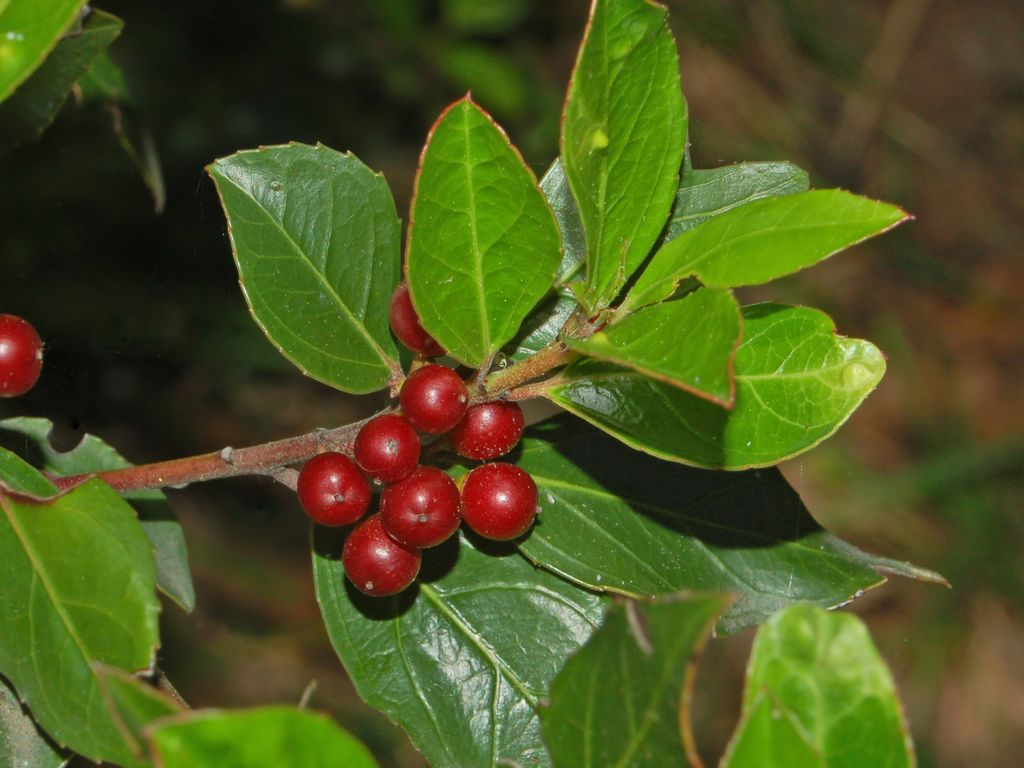
Zweig mit Laubblättern und Früchten

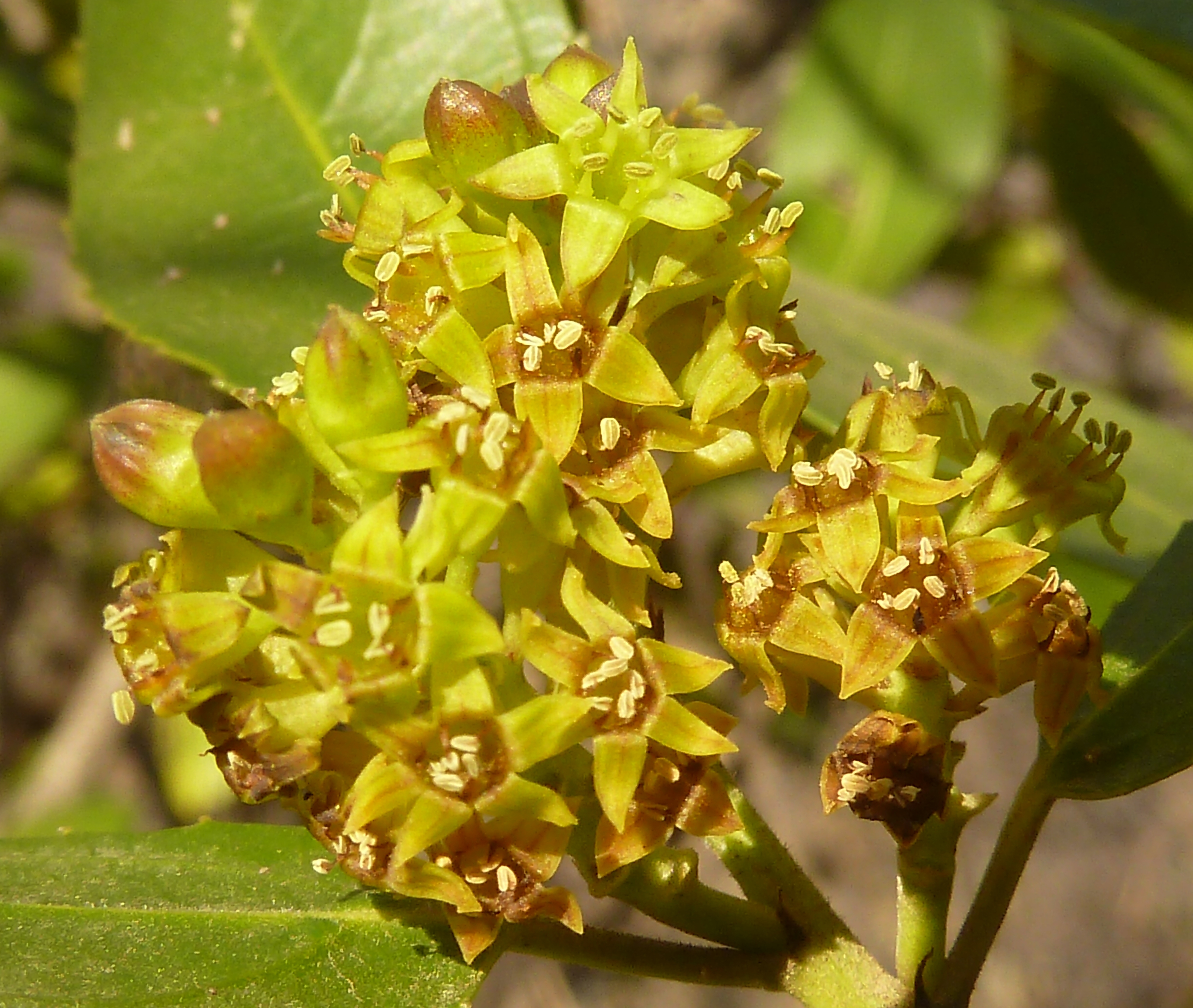
Blütenstand und Blüten im Detail

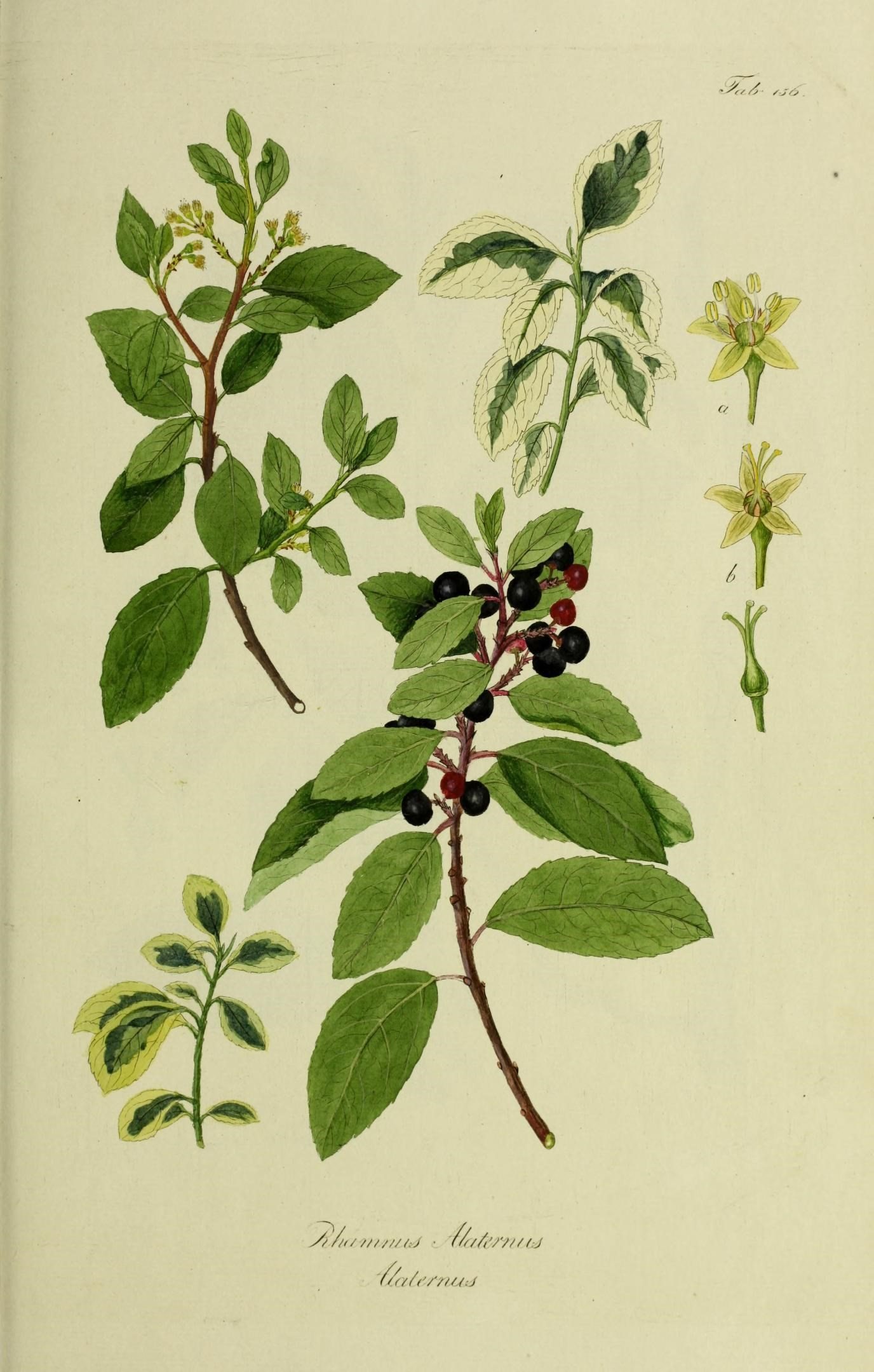
Illustration aus Österreichs allgemeine Baumzucht

### Vegetative Merkmale
Der Stechpalmen-Kreuzdorn ist in seinen vegetativen Merkmalen sehr vielfältig.
Der Stechpalmen-Kreuzdorn ist ein immergrüner Strauch oder kleiner Baum mit Wuchshöhen von bis 5, selten bis zu 10 Metern. Dornen fehlen.
Die wechselständig angeordneten Laubblätter sind in Blattstiel und -spreite gegliedert. Der Blattstiel ist 1 bis 8 Millimeter lang. Die ledrige, einfache Blattspreite ist bei einer Länge von 1 bis, meist 2 bis 6 Zentimetern lanzettlich bis eiförmig mit spitz zulaufendem bis stumpfem und stumpfspitzigem (mucronat) oberen Ende. Die Blattoberseite ist dunkel-grün und zeigt eine ausgeprägte Nervatur und die -unterseite ist hell-grün. Der Blattrand ist einfach oder gezähnt.

### Generative Merkmale
Der Stechpalmen-Kreuzdorn ist zweihäusig getrenntgeschlechtig (diözisch). Die Blütezeit liegt im Winter bzw. Frühjahrsanfang. Im traubigen Blütenstand stehen die Blüten dicht zusammen und er ist mehr oder weniger fein flaumig behaart, die meist hinfälligen Vorblätter sind bewimpert. Die etwa 4 Millimeter großen Blüten sind fünfzählig. Die gelben Kelchlappen sind lanzettlich mit spitzzulaufendem oberen Ende. Kronblätter fehlen.
Die nicht fleischige Beeren sind bei einer Größe von 4 bis 6 Millimetern verkehrt-eiförmig und sind anfangs rot, später jedoch schwarz und enthalten jeweils drei Samen.

### Chromosomensatz
Es liegt Diploidie mit einer Chromosomenzahl von 2n = 24 vor.

## Vorkommen
Das Verbreitungsgebiet des Stechpalmen-Kreuzdorns umfasst die Kanaren, Nordafrika, Südeuropa, Vorderasien und die Krim. Es gibt Fundortangaben für Gran Canaria, Tunesien, Marokko, Algerien, Gibraltar, die Balearen, Spanien, Portugal, Andorra, Frankreich, die Kanalinseln, dem Vereinigten Königreich, Irland, Korsika, Sardinien, Sizilien, Italien, San Marino, Monaco, den Vatikanstaat, die Schweiz, Malta, Kroatien, Slowenien, dem ehemaligen Jugoslawien, Nordmazedonien, Albanien, Griechenland, Kreta, Karpathos, Zypern, Inseln der östlichen Ägäis, die Türkei, dem Gebiet Israel/Palästina/Jordanien/Syrien, Libanon, Libyen, Aserbaidschan, die Ukraine sowie die Krim.
Die Art ist im Mittelmeerraum verbreitet und kommt nach Norden bis in das Tessin und nach Südtirol vor.
Sie findet sich z. B. in Macchien oder auf verlassenen Feldern.

## Systematik
Die Erstveröffentlichung von Rhamnus alaternus erfolgte 1753 durch Carl von Linné in Species Plantarum, Tomus I, S. 193.   Das Artepitheton alaternus wurde bei Arten mit unsicherer Identität verwendet. Synonyme für Rhamnus alaternus L. sind: Rhamnus clusii Willd., Rhamnus alaternus subsp. munyozgarmendiae Rivas Mart. & J.M.Pizarro.
Je nach Autor gibt es wenige Unterarten:
Rhamnus alaternus L. subsp. alaternus
Rhamnus alaternus subsp. pendula (Pamp.) Jafri (Syn.: Rhamnus pendula Pamp): Sie kommt nur in Libyen vor.